# Ida Applebroog
Ida Applebroog (El Bronx, 11 de noviembre de 1929-Manhattan, 22 de octubre de 2023)fue una artista multimedia estadounidense. Su obra es conocida, sobre todo, por los temas de género que explora en sus pinturas y esculturas como son la identidad sexual, la violencia y la política.Entre los numerosos premios y reconocimientos que ha recibido se encuentran la beca MacArthur Fellowship "Genius Grant" y el Premio de Arte a su trayectoria artística, del College Art Association. Es Doctora honoris causa en Bellas Artes por la New School for Social Research / Parsons School of Design.

## Trayectoria
Ida Applebroog (nombre de nacimiento Ida Appelbaum)creció en  el seno de una familia judía ultraortodoxa estadounidense.  Estudió en el Instituto de Artes y Ciencias Aplicadas del Estado de Nueva York desde 1948 hasta 1950. Allí estudió diseño gráfico, en lugar de bellas artes, por razones económicas, según sus propias declaraciones. Mientras cursaba sus estudios trabajaba en una agencia de publicidad donde ella era la única mujer del equipo. Applebroog contó más tarde: "En aquellos días, el acoso sexual en el trabajo era un hecho cotidiano. Después de seis meses en la agencia tuve que marcharme".
Tras dejar su empleo, Applebroog comenzó a trabajar como ilustradora independiente de libros para niños y tarjetas de felicitación. En 1950 se casó con Gideon Horowitz, su antiguo amigo del instituto.Durante unos años compaginó su trabajó en el departamento de arte de la Biblioteca Pública de Nueva York con la asistencia a clases nocturnas en el City College de esta ciudad. En 1960, cuando ya tenía cuatro hijos, tuvo que trasladarse con toda su familia a Chicago para que su marido pudiera completar su doctorado.Tras la mudanza, se matriculó en la Escuela del Instituto de Arte de Chicago. Mientras tanto,  fabricaba joyas en el sótano de su casa, que sus hijos y  marido vendían en las ferias de arte.
En 1968, cuando su marido consiguió un puesto académico, la familia se trasladó a San Diego. Allí Applebroog comenzó a dibujar primeros planos de su propio cuerpo desnudo dentro de la bañera, específicamente de su entrepierna. Una serie de más de 150 obras que no serían expuestas hasta 2010.En 1969, durante un corto periodo de tiempo en el que estuvo hospitalizada por depresión, hizo varios bocetos y dibujos de su cuerpo como parte de su terapia de recuperación.Tras salir del hospital un año más tarde, retomó el trabajo en su estudio y creó sus esculturas de formas biomórficas hechas con tela. En 1972, a la edad de cuarenta y cuatro años, participó en la que sería una de sus primeras exposiciones colectivas titulada Invisible/Visible, en el Long Beach Museum of Art.
Al año siguiente, asistió a la Conferencia de Artistas Feministas en el Instituto de las Artes de California donde entró en contacto con otras mujeres artistas que influyeron enormemente en su entusiasmo por el activismo social en el arte. Applebroog regresó a la ciudad de Nueva York en 1974. Fue allí donde, tras cambiar su nombre de "Ida Horowitz" por "Ida Applebroog" (su apellido de soltera), comenzó a desarrollar su característico estilo de fusionar el formato de las tiras cómicas con el uso de las story-boards de la industria de la publicidad utilizadas para explicar un concepto. A partir de 1977, distribuyó por correo una serie de libros autoeditados y se unió a Heresies: A feminist Publication on Art and Politics.En 1981 hizo su primera exposición, Applebroog: Silent Stagings, en Ronald Feldman Fine Arts, NY, espacio en el que expuso su obra durante más de veinte años. En su declaraciones la artista ha señalado que  su trabajo trata "sobre el funcionamiento del poder: el hombre sobre la mujer, los padres sobre los hijos, los gobiernos sobre las personas, los médicos sobre los pacientes".
En 2005, la PBS mostró su obra en el documental Art 21: Art in the Twenty-first Century.Cinco años después, sus obras en papel, incluidos sus bocetos de 1969, formaron parte de la exposición individual Ida Applebroog: Monalisa, celebrada en Hauser & Wirth en Nueva York, y en 2011 en Hauser & Wirth en Londres.
De junio a septiembre de 2021 el Museo Nacional Centro de Arte Reina Sofía de Madrid organizó una retrospectiva de su obra. La exposición Marginalias, considerada como la mayor y más exhaustiva retrospectiva dedicada a Applebroog hasta la fecha. Contenía más de 200 obras y ocho instalaciones donde se mostraba el interés de la artista por cuestiones como la violencia, el poder, las políticas de género o la sexualidad femenina.

## Trabajos seleccionados

### Libros
- Obras de Galileo, 1977, autoedición.
- Dyspepsia Works, 1979, autoedición.
- Blue Books, 1981, autoedición.[17]

### Imágenes de exposiciones
- dOCUMENTA (13) Imágenes de la exposición

## Colecciones públicas (selección)
- Museo de Arte Corcoran
- Museo Metropolitano de Arte[18]
- Museo de Arte Moderno[19]
- Museo Guggenheim
- Museo de Arte Whitney[20]

## Premios y becas
- Beca de artistas, Fondo Nacional de las Artes,1980.[21]
- Programa de Artistas Creativos en Servicio Público, Consejo de las Artes del Estado de Nueva York, 1983.
- Beca de artista, Fondo Nacional de las Artes,1985.
- Beca Guggenheim,1990.[22]
- Milton Avery Distinguished Chair Bard College,1991-92.
- Premio Lifetime Achievement Award, College Art Association,1995.
- Doctorado Honorario, New School University / Parsons School of Design, 1997.
- Beca de la Fundación MacArthur,1998.[23]
- Premio a la Trayectoria artística del Caucus de Mujeres por el Arte, 2008.
- Premio Anonymous Was A Woman, 2009.[24]